# Onzaga
Onzaga è un comune della Colombia facente parte del dipartimento di Santander.
L'abitato, di origine indigena, venne fondato nel 1602.